# (307261) Máni
(307261) Máni – planetoida, obiekt transneptunowy należący do Pasa Kuipera, typu cubewano.
Obiekt został odkryty 18 czerwca 2002 roku przez Chada Trujillo i Michaela Browna. Nosił oznaczenie 2002 MS4. W 2025 roku nadano mu nazwę własną Máni, pochodzącą od boga Księżyca w mitologii nordyckiej.

## Klasyfikacja
Minor Planet Center (MPC) – oficjalna organizacja odpowiedzialna za zbieranie danych obserwacyjnych małych ciał Układu Słonecznego – uznawała w 2009 roku (307261) 2002 MS4 za cubewano, a więc obiekt należący do Pasa Kuipera. Jednak Deep Ecliptic Survey (DES) uznaje obiekt za należący do dysku rozproszonego.

## Orbita
Planetoida w 2025 roku znajdowała się w odległości ok. 46,1 j.a. od Słońca, a przejdzie przez peryhelium w 2122 roku. Już po odkryciu udało się ją zlokalizować na wcześniejszych zdjęciach wykonanych począwszy od 8 kwietnia 1954 roku. Umożliwiło to wykonanie do 2022 roku ponad 490 pomiarów jej pozycji w okresie obejmującym ponad 68 lat.

## Charakterystyka fizyczna
(307261) 2002 MS4 to obiekt transneptunowy o jasności absolutnej ok. 3,62m.
Na podstawie obserwacji przez Kosmiczny Teleskop Spitzera średnicę planetoidy określono na 726 ± 123 km. Kwalifikuje to ją do grupy kandydatów na planetę karłowatą. Albedo planetoidy wynosi 0,084+0,03−0,02.